# Киз, Уэйд
Уэйд Рутледж Киз (англ. Wade Rutledge Keyes; 10 октября 1821, Мурсвилл, штат Алабама — 2 марта 1879, Флоренс, штат Алабама) — видный политик Конфедеративных Штатов Америки.

## Биография
Киз родился в Мурисвилле, Алабама в семье генерала Джорджа и Нелли Киз. Его обучали частные учителя, а также он посещал Университет Северной Алабамы и Университет Виргинии, после чего он переехал в Лексингтон, Кентукки, чтобы изучать право. У Киза была дочь Мэри, от брака с мисс Уитфилд.
Киз был методистом и демократом. В 1844 он перебрался в Таллахасси, Флорида, где он продолжил изучать право, а затем, в 1851, отправился в Монтгомери, Алабама. В 1853 он стал канцлером Южной дивизии Алабамы.
Во время Гражданская войны он служил в министерстве юстиции КША, как ассистент главного прокурора, главный прокурор и и. о. генерального прокурора. После окончания войны практиковал право в городе Флоренс, Алабама. Почти ничего неизвестно о его жизни в послевоенные годы. Умер в городе Флоренс.